# جريج كوليدج
جريج كوليدج (بالإنجليزية: Greg Coolidge) مواليد 28 ديسمبر 1972 في نيوجيرسي، هو ممثل ومخرج وكاتب سيناريو أمريكي.

## الأعمال
- روكيت باور
- جولة مع شرطي
- موظف الشهر
- موظف الشهر

## روابط خارجية
- جريج كوليدج على موقع IMDb (الإنجليزية)
- جريج كوليدج على موقع ألو سيني (الفرنسية)
- جريج كوليدج على موقع أول موفي (الإنجليزية)
- جريج كوليدج على موقع بوكس أوفيس موجو (الإنجليزية)
- جريج كوليدج على موقع قاعدة بيانات الأفلام السويدية (السويدية)
- جريج كوليدج على موقع قاعدة بيانات الفيلم (الإنجليزية)
- جريج كوليدج على موقع كينوبويسك (الروسية)